# Крилов Семен Миколайович
Семен Миколайович Крилов (квітень 1892, Білий — 13 травня 1935) — російський революціонер, учасник встановлення радянської влади на Вітебщині.

## Біографія
Народився в квітні 1892 року в місті Білий Смоленської губернії (тепер Тверської області Росії).
В 1909—1912 роках вів революційну агітаційну роботу серед робітників Білого і московського заводу «Гужон». З 1913 року в армії. Після Лютневої революції голова полкового і дивізійного, заступник голови корпусного комітетів.
З 27 жовтня (9 листопада) 1917 року — військовий комендант і начальник гарнізону Вітебська, член губвиконкому і губвоєнком, в 1919 році — губернського комітету РКП (б). З березня 1919 року — командир бригади, дивізії на Південному фронті. В 1920—1921 роках голова Севастопольської міськради і ВРК.
В 1921—1923 роках у Вітебську — заступник голови, голова Вітебської губради.
Пізніше — голова Середньоволзького крайкому ВКП (б), завідувач сільськогосподарського відділу газети «Правда», в апараті ЦК ВКП (б).
Помер 13 травня 1935 року в Калінінській області.

## Пам'ять
Іменем С. М. Крилова в 1974 році названа вулиця Вітебська, на якій він жив до революції в будинку № 10.